# Comunicación durante el Terremoto de Puebla de 2017
La comunicación durante el Terremoto de Puebla de 2017 hace referencia a la cobertura por parte de medios tradicionales y digitales, consecuente al sismo de magnitud 7.1 que afectó a estados del centro de México y que causó la muerte de 370 personas. Así mismo se refiere a los instrumentos utilizados por la población mexicana para comunicarse después del movimiento telúrico. 
De manera prácticamente coordinada, cadenas de radio y televisión interrumpieron su programación para cubrir el acontecimiento. De acuerdo a sondeos realizados, la televisión sería el medio prioritario a través del cual la población se informó de la noticia y dio seguimiento en tiempo real. La señales de telefonía y datos móviles fallaría también durante las siguientes horas al sismo, lo que entorpecería la comunicación y provocara la dispersión de noticias falsas o rumores en la opinión pública.

## Interrupción de señal

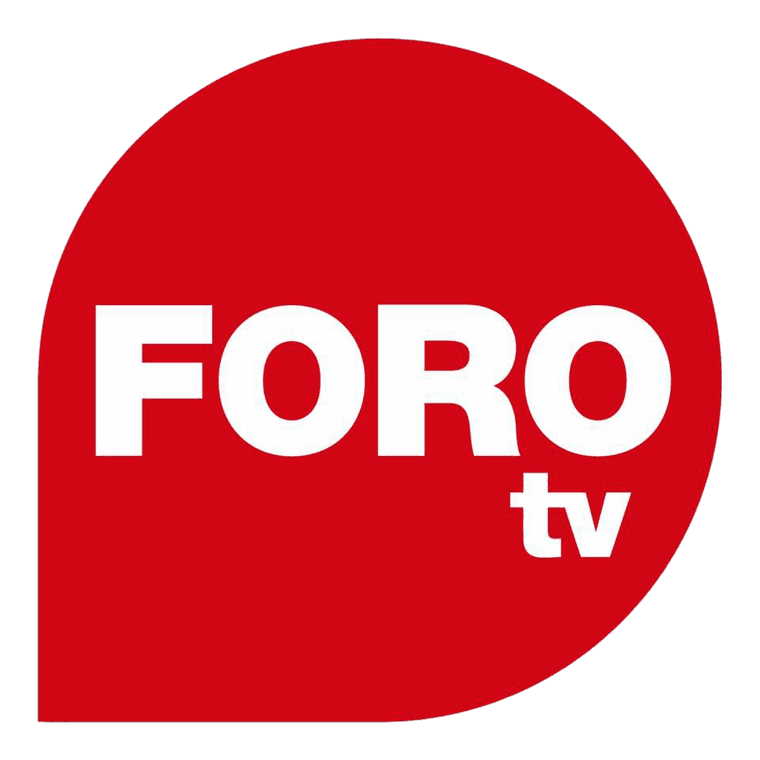
Las transmisiones de ForoTV cubrieron en directo el temblor en sus señales de televisión.

A las 11:00 de la mañana del 19 de septiembre de 2017, cadenas noticiosas mostraron el mega simulacro realizado anualmente para conmemorar el 32o aniversario del Terremoto de México de 1985, ocurrido el mismo día. El noticiero Matutino Express de la cadena Foro TV se enlazó con la corresponsal Fernanda Santos quien textualmente diría "la gente ya reacciona mucho mejor a este tipo de eventos, para que aunque no estemos listos estemos  prevenidos". En el mismo programa, el titular Esteban Arce añadiría: "esto es para irnos acostumbrando a este tipo de movimientos y hacerlos naturales para cuando ocurra un sismo de manera real; participamos ordenadamente dirigiéndonos a las salidas de emergencia correspondientes".
Menos de dos horas y media después, se produce un terremoto de 7.1 Mw con epicentro entre Axochiapan, Morelos ; y San Felipe Ayutla. A la 1:14 (tiempo centro de México) las ondas alcanzas a la Ciudad de México y municipios aledaños provocando la destrucción de casas y edificios, además de 370 fallecimientos. Por primera vez, desde la instalación de la alerta sísmica en la ciudad, esta no sonó momentos antes para prevenir a la población y realizar evacuaciones. La alerta se activó hasta pasados once segundos de iniciado el sismo, justo cuando las ondas alcanzaron la ciudad, lo que no permitió una evacuación completa. Esto provocó que conductores de radio y televisión se vieran sorprendidos estando en vivo en sus propios programas.
El elenco del programa Cocineros Mexicanos de la cadena TV Azteca irrumpió la escena de preparación de un postre para notificar que un movimiento sísmico se percibía en ese momento. Acto seguido y ya con la alerta sísmica sonando de fondo, los conductores abandonaron el set tratando de sostenerse en el piso. Por su parte Enrique Campos, titular del noticiero de medio día en Foro TV anunció la situación diciendo: "No es un simulacro, ya saben lo que tiene que hacer, en estos momentos se siente un temblor. Me voy a levantar y voy a evacuar”. Irónicamente, Campos estaba mostrando a la audiencia una nota enlace respecto a la colecta y voluntariado derivado del terremoto ocurrido en Chiapas dos semanas antes. Usuarios de redes aplaudieron la actitud con la que el conductor informó el acontecimiento, manteniendo la calma incluso al salir del estudio mientras las luces y cámaras se sacudían con violencia. El canal ADN 40 también interrumpió su programación con un primer plano de alerta sísmica; en el momento del sismo la cadena mostraba un anuncio propagandístico, sobre educación y aulas de clases seguras, del gobierno del presidente de México en turno Enrique Peña Nieto. Minutos después, la cadena retomó con un resumen deportivo previamente grabado, aunque posteriormente volvería a enlazarse con la noticia en vivo. 
Destaca también el programa por internet "Y Usted...¿Qué Opina", conducido por el periodista Nino Canún. Mientras se llevaba a cabo una mesa de debate sobre partidos políticos y faltando poco para concluir la emisión, el terremoto sorprendió a los conductores en el estudio quienes en un inicio intentaron guardar la calma sin levantarse de sus lugares. Sin embargo cuando el movimiento intensificó salieron ante un corte con cortinilla totalmente brusco. La cadena internacional Telemundo también sufrió un imprevisto, que aunque no se produjo en vivo, también llamaría la atención de cibernautas. Durante una entrevista, la reportera Norma García entrevistaba a una mujer víctima de secuestro. En el video mostrado posteriormente se puede observar que el sismo provocó que ambas dejaran la grabación del reportaje, además que la entrevistada sufriera una crisis de nervios.
Los canales de televisión abierta de Televisa también suspendieron su programación ordinaria para cubrir ininterrumpidamente el acontecimiento. La conductora Denise Maerker daría los primeros informes del terremoto, además de que en días posteriores la cadena colocara un moño distintivo color negro en la parte superior derecha de la pantalla en todos sus programas como homenaje a las víctimas. En el caso de Canal Once, este saldría del aire durante varias horas por fallas técnicas. Medios de comunicación darían cobertura a la agenda del presidente Peña Nieto respecto a los mensajes alusivos al sismo.

## Comunicación durante el terremoto
Luego de terminando el sismo, una gran cantidad de personas intentaron comunicarse con familiares y amigos. Estas llamadas para tranquilizar a sus allegados, saturaron las líneas telefónicas y apps de comunicación virtual por lo que están se cayeron e impidieron recibir más misivas. Empresas como Movistar, Telcel o AT&T vieron a prueba su infraestructura al caerse por la alta demanda de sus servicios.
Quizá por ello, la televisión se convirtió en el medio más usado para informarse sobre el terremoto. Con base en sondeos de Encuesta Mitofsky, los medios tradicionales de comunicación fueron la principal fuente de información de la población tras el sismo que afectó a la parte central y sur del país el 19 de septiembre. Entre los medios digitales, Facebook superó a la radio como medio de información en los segmentos de jóvenes, mujeres y en los de escolaridad mayor a la básica, según datos de la encuesta. En cuanto a la calidad de la información, 52.3% opinó que la cobertura fue muy buena. La encuesta de Mitofsky destaca que frente a este porcentaje, existe un grupo crítico que representa en su conjunto 46% que piensa que el trabajo de los medios fue de regular malo/muy malo.
El mismo sondeo arrojó que en comparación con el sismo de 1985, la población consideró que los medios de comunicación dieron una mejor cobertura con un porcentaje del 67.5% en contraste con el movimiento telúrico mencionado. Así mismo, en este sismo la radio había sido el medio más utilizado para informarse.
En redes sociales, se popularizaron los hashtags #FuerzaMéxico; #AyudaCDMX; y #AquíNecesitamos. Otro medio secundario de comunicación de gran utilidad fue la aplicación la aplicación Zello, que funciona básicamente como un radio, en donde a través de canales como Sismo 2017 y Sismo México 2017 se informó también en tiempo real qué materiales hacían falta y en qué sitios, así como dónde hacían falta voluntarios y en dónde ya sobraban manos para ayudar. Destaca también el caso de Óscar Cantellano, quien fue rescatado de los escombros de un edificio en Álvaro Obregón 286, en la colonia Roma, tras avisar mediante WhatsApp a un compañero que había quedado atrapado dentro del inmueble junto a las escaleras de emergencia, información que fue fundamental para las labores de rescate.
Por otro lado, se volvieron virales los mensajes de advertencia como el de "no permitir que entren las maquinarias pesadas a los sitios donde aún puede haber gente con vida bajo los escombros" o el de alerta para todos los capitalinos de que la ciudad seguía en estado de emergencia y que había que mantener la calma antes de querer retomar las rutinas cotidianas.
Cuando la red de internet se estabilizó Facebook, Instragam, Youtube y otros medios digitales se convertirían en espacios privilegiados para construir tanto el relato como el rumbo de muchas de las experiencias solidarias de parte de la población. Miles de jóvenes participaron en la filtración de información, en la creación de canales eficaces para circularla, en la discusión crítica de las responsabilidades institucionales sobre la falta de infraestructura urbana para soportar un sismo de esta magnitud, en la organización de brigadas a municipios que estaban recibiendo menos atención mediática, en la creación de centros de acopio, en la recaudación de fondos para apoyar a las personas damnificadas, etcétera.

### Difusión de Fake News
El terremoto del 19 de septiembre de 2017 dio pie a una gran cantidad de noticias falsas (conocidas en la jerga de internet como fake news). Destaca la cobertura sobre un falso rescate mediáticamente expuesto por la empresa Televisa y que señalaba que una pequeña niña estaba atrapada con vida en los escombros del Colegio Enrique Rébsamen. Bajo la conducción de Danielle Dithurbide se llevó a cabo la crónica, mediante la cual, la periodista informó durante dos días que rescatistas estaban tratando de salvar a la menor, a quien incluso habían tratado de dar agua y que les había pedido auxilio mostrando su mano. Dithurbide diría también que la niña correspondía al nombre de Frida Sofía Ledezma, cuyos familiares no habían sido encontrados. La noticia fue seguida en hilo por la audiencia mexicana hasta que el 21 de septiembre, la Secretaría de Marina del país confirmara que la niña nunca había existido. Aunque los conductores Denisse Maerker y Carlos Loret de Mola culparon al Gobierno Mexicano por la confusión, Televisa se ganaría el repudio de la opinión pública bajo el hastagh #ApágateTelevisa.
Las noticias falsas sirvieron también para alimentar el miedo de la población, por ejemplo usuarios de la plataforma Twitter comenzaron a alertar respecto a un posible colapso del segundo piso del Periférico, puente construido para automóviles en la Ciudad de México. De igual forma, una publicación en Facebook se viralizó aludiendo a una estudiante de la Universidad Nacional Autónoma de México que luego de haber recibido golpes en la cabeza había perdido la memoria y no encontraba a sus familiares. Esto sería posteriormente desmentido. Noticias más alarmistas aludirían a un supuesto informe de la Organización de las Naciones Unidas respecto a un sismo venidero en México que alcanzaría los 10 Mw; o que el volcán Popocatépetl había hecho erupción luego del fenómeno sísmico. Para contrarrestar los bulos entre sociedad civil y mejorar la comunicación, la compañía telefónica Telcel ofreció llamadas, datos de internet y mensajes gratis en toda la zona, aunque esto no pudo concretarse con eficacia debido a la caída de señales.

## Discurso y referencias posteriores

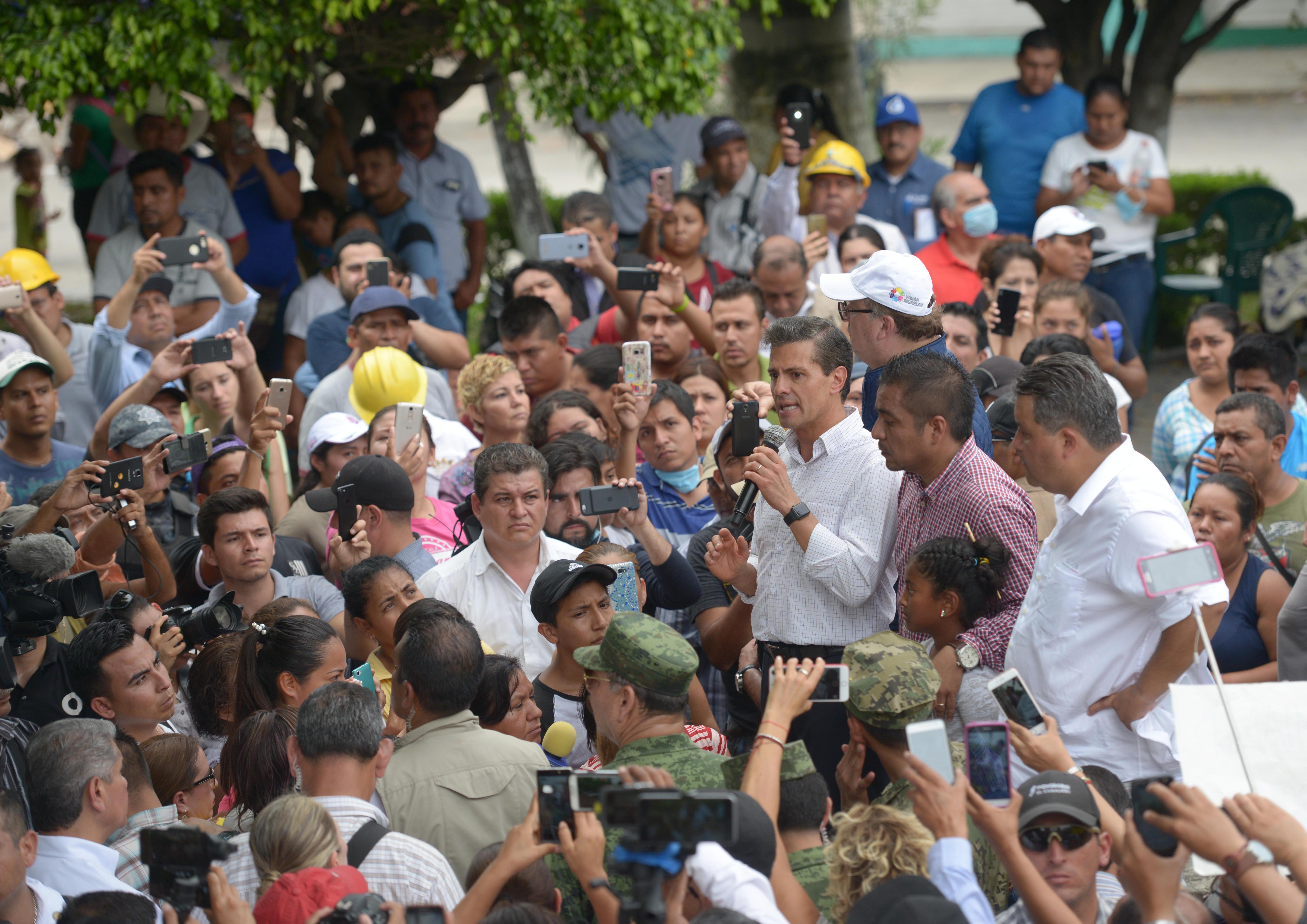
El presidente Enrique Peña Nieto dando un mensaje en Jojutla, Morelos, la zona más afectada por el terremoto.

El manejo del discurso fungió también como un importante elemento después del temblor. Políticos y funcionarios de gobierno homologaron agendas para que la atención prioritaria se diera a familiares de víctimas, damnificados, y temas de protección civil para efectos de reconstrucción. EL 20 de septiembre, el presidente Enrique Peña Nieto decretó tres días de luto nacional como un mensaje de solidaridad y respeto.
La plataforma Change.org funcionó como una manera de comunicación para la sociedad civil hacia la élite política. A través del portal se exhortó a burocráticos de alto nivel a destinar los recursos de sus correspondientes partidos políticos para apoyar en la reparación de daños y fondos para las familias de los más afectados. Se realizaron también denuncias cibernéticas para aquellos políticos que usaban la tragedia con fines de imagen pública o propaganda, por ejemplo se acusó al entonces gobernador de Morelos, Graco Ramírez de regalar despensas con los logotipos de su partido electoral o incluso de dejar que algunos víveres se echaran a perder al almacenarlos intencionalmente en bodegas para poder repartirlos en otros contextos.
El mensaje comunicativo que trató de prevalecer luego del acontecimiento fue el de solidaridad, valentía, reconocimiento a los héroes anónimos, silencio por las víctimas y empatía. En ese sentido, días después del terremoto, medios de comunicación guardaron mayor discreción respecto a las víctimas menores de edad. Imagen Televisión difundiría un video grabado menos de tres meses antes en el Colegio Enrique Rebsamen en el que fallecieron 19 niñas y niños. El metraje mostraba una de las rutinas con motivo del Día del Padre en el que se veía a ocho de las víctimas cantar el tema Hoy tengo que decirte papá, del grupo Timbiriche, censurando los rostros de todas ellas, con excepción de una de las menores cuyos padres habían autorizado el uso de la imagen. Se mantuvo también en todo momento una actitud de respeto hacia los fallecidos.
La interacción en redes sociales respecto al Terremoto de Morelos / Puebla de 2017 volvió a tomar auge luego del Accidente del Metro de la Ciudad de México de 2021, en el que 26 personas murieron después de que uno de los vagones se descarrilara. Usuarios revivieron fotografías tomadas después del sismo de 2017 que evidenciaban el mal estado en el que había quedado la estructura y que argumentaban de haberse atendido hubiera evitado el incidente ferroviario. Por otra parte, la opinión pública y el argot mexicano destacan hasta la fecha al 19 de septiembre o incluso al propio mes en cuestión como un mal presagio para los temblores en México. Por la coincidencia de fecha entre los dos terremotos más catastróficos de las últimas décadas, algunos usuarios sospechan sin evidencia sostenible que otro sismo tiene una alta probabilidad de volver a ocurrir en el mismo día.